# Venyera–13
A Venyera–13 (oroszul: Венера–13) egy szovjet űrszonda, amelyet a Venyera-programban indítottak.
1981-ben indult a Vénuszhoz a Venyera–13 és a Venyera–14 űrszonda. A felépítésük megegyezett, tömegük 760 kg. 
A Venyera–13 indítására 1981. október 30-án került sor. A leszállóegység 1982. március 1-jén szállt le a Phoebe Regio területén. A landert csak 32 perc működésre tervezték. 127 perc működés után szakadt meg a kapcsolat.

## Küldetés
A Vénusz közelében a szállító/keringő egységről levált a leszállóegység. A szállítóeszköz Vénusz körüli pályára állt, közvetítőállomásként működve továbbította a leszállóegység műszerei által rögzített adatokat a Föld felé.

## Műszerek
A tudományos egységek felépítése megegyezett a Venyera–9 – Venyera–12 űreszközzel. Fényképező-berendezésekkel, mikro-meteorok becsapódását mérő eszközzel, felszínt vizsgáló berendezésekkel, szeizmométer műszerrel, információ-átalakítókkal, adóberendezéssel rendelkezett. Elsőként készített színes felvételeket a sziklás felszínről.

## Külső hivatkozások
- Harmincéves a Venyera-13 és -14